# Khūjeh Tūp
Khūjeh Tūp (persiska: خوجه توپ) är en ort i Iran.   Den ligger i provinsen Golestan, i den norra delen av landet, 300 km öster om huvudstaden Teheran. Antalet invånare är 169.
Terrängen runt Khūjeh Tūp är platt. Runt Khūjeh Tūp är det ganska tätbefolkat, med 207 invånare per kvadratkilometer. Närmaste större samhälle är Gorgan, 12,8 km sydväst om Khūjeh Tūp. Trakten runt Khūjeh Tūp består till största delen av jordbruksmark.